# Sân bay Olaya Herrera
Sân bay Enrique Olaya Herrera (tiếng Tây Ban Nha: Aeropuerto Enrique Olaya Herrera) (IATA: EOH, ICAO: SKMD) là một sân bay tọa lạc ở Medellín, Antioquia, Colombia, gần trung tâm thành phố. Sân bay được đặt tên theo Enrique Olaya Herrera, Tổng thống Colombia giai đoạn 1930-1934.
Sân bay Olaya Herrera đã từng là sân bay quốc tế chính phục vụ thành phố Medellín và vùng phụ cận cho đến khi có Sân bay quốc tế José María Córdova ở ngoại ô phía nam Rionegro, Antioquia, Colombia, cách trung tâm thành phố khoảng 38 km.

## Các hãng hàng không và các tuyến bay

### Các tuyến bay thường lệ
- ADA (Acandí, Apartadó, Armenia, Bahía Solano, Bucaramanga, Capurganá, Caucasia, Condoto, Corozal, Cúcuta, El Bagre, Manizales, Montería, Nuquí, Pereira, Quibdó, Remedios, Tolú)
- Aexpa (Condoto, Quibdó, Nuquí, Bahía Solano)
- AIRES (Apartadó, Bucaramanga, Cúcuta, Ibagué, Montería, Pereira, Quibdó)
- EasyFly (Apartadó, Armenía, Bucaramanga, Cúcuta, Montería, Quibdó)
- SATENA (Apartadó, Bahía Solano, Bogotá, Bucaramanga, Cali, Corozal, Montería, Nuquí, Pereira, Quibdó)

### Các tuyến bay thuê bao
- Heliandes (Helicopter Charters)
- Searca Colombia (Charter Airline)
- Sarpa (Charter Airline)
- Helicol(Helicopter Charters)
- TAC Colombia (Charter Airline)